# Rasnicu Bătrân
Rasnicu Bătrân – wieś w Rumunii, w okręgu Dolj, w gminie Cernătești. W 2011 roku liczyła 57 mieszkańców.